# Mutazione spontanea
Sono dette mutazioni spontanee tutte le mutazioni non prodotte da alcun agente mutageno conosciuto; si presume quindi essere dovute a errori nei processi molecolari che riguardano il materiale genetico (DNA o RNA). Le mutazioni spontanee portano, in genere, a danni o alterazioni di una o poche coppie di basi di una sequenza, per questo determinano di solito mutazioni geniche.
A differenza di quelle indotte, le mutazioni spontanee sono molto rare; se ne verifica in media una ogni 106- 108 nucleotidi. Nonostante la loro bassa frequenza sono le mutazioni più importanti per lo svolgersi del processo di evoluzione.

## Mutazioni spontanee e condizioni ambientali
Queste mutazioni (come tutte le altre del resto) possono portare a vantaggi o svantaggi all'organismo che le subisce. I batteri che sopravvivono a trattamenti antibiotici o gli insetti resistenti ai disinfestanti sono tutti esempi di organismi mutanti in cui la mutazione spontanea li ha favoriti rispetto a quelli con fenotipo selvatico. In questo caso bisogna comunque precisare che le mutazioni non sono state originate dalla particolare condizione ambientale (presenza di antibiotici o  disinfestanti) ma erano già preesistenti nell'organismo. Dimostrazioni dirette di questo fatto provengono da due celebri esperimenti: il test di fluttuazione di Salvador Luria e Max Delbrück e la tecnica della piastratura delle repliche di Ester e Joshua Lederberg.

## Danni da mutazioni spontanee
I danni possono essere causati da:
- Tautomeria: una base è modificata per lo spostamento di un atomo di idrogeno
- Transizione: Scambio di una purina con un'altra purina oppure di una pirimidina con un'altra pirimidina.
- Transversione: Scambio di una purina con una pirimidina o viceversa.
- Deaminazione: reazione che trasforma una base azotata in una diversa; ad esempio provoca la  transizione C → U (che può essere riparata).